# Rattus hoffmanni
Rattus hoffmanni es una especie de roedor de la familia Muridae.

## Distribución geográfica
Se encuentra solo en las selvas de Célebes y las islas Togian (Indonesia).